# 宁远州 (元朝)
宁远州，元朝时设置的州。
元英宗至治三年（1323年）置，治所在今越南莱州省莱州。属云南等处行中书省。辖境约当今越南莱州、琼涯、伦州等地黑河上游一带。明朝太祖洪武十五年（1382年），改隶临安府。明宣宗宣德二年（1427年）地入安南。明世宗嘉靖十九年（1540年）后，莫登庸又以原宁远州部分地归还明朝，复入云南。明朝后期辖境约当今越南莱州省黑河以北部分，明神宗万历十四年（1586年）复宁远州。万历四十八年（1620年）又废宁远州。